# Tovste, Lîpova Dolîna
Tovste (în ucraineană Товсте) este un sat în comuna Saii din raionul Lîpova Dolîna, regiunea Sumî, Ucraina.

## Demografie
Componența lingvistică a localității Tovste
     Ucraineană (97,27%)
     Rusă (1,82%)
     Alte limbi (0,91%)
Conform recensământului din 2001, majoritatea populației localității Tovste era vorbitoare de ucraineană (97,27%), existând în minoritate și vorbitori de rusă (1,82%).